# Metacolus
Metacolus is een geslacht van vliesvleugeligen uit de familie Pteromalidae. De wetenschappelijke naam van dit geslacht is voor het eerst geldig gepubliceerd in 1856 door Förster.

## Soorten
Het geslacht Metacolus omvat de volgende soorten:
- Metacolus azurescens (Ratzeburg, 1852)
- Metacolus azureus (Ratzeburg, 1844)
- Metacolus fasciatus Girault, 1917
- Metacolus keeni Burks, 1965
- Metacolus sinicus Yang, 1996
- Metacolus unifasciatus Förster, 1856